# Cross Colours
Cross Colours ist ein amerikanisches Modelabel, dessen Produkte sich vor allem in der Hip-Hop-Subkultur einiger Beliebtheit erfreuen.
Das Label wurde 1990 in Los Angeles vom Designer Carl Jones gegründet, einem Absolventen der Otis Parson’s School of Design. Die Marke orientierte sich an der Jugendkultur urbaner Afroamerikaner, gab sich den Anspruch, clothing without prejudice („Kleidung ohne Vorurteile“) zu schneidern und wurde mit diesem Konzept in der Hip-Hop-Subkultur, aber auch darüber hinaus, rasch populär. Dank dieses Erfolges verzeichnete das Mutterunternehmen Solo Joint Inc. im Jahr 1992 einen Umsatzzuwachs von fast 500 %, stieg zum zehntgrößten von Afroamerikanern geführten Unternehmen der USA auf und wurde vom Magazin Black Enterprise zum Unternehmen des Jahres gekürt.
Als der größte Abnehmer der Marke, die Einzelhandelskette Merry-Go-Round, 1994 Konkurs anmeldete, brach der Absatz jedoch ein. Die Fabrik von Cross Colors in Los Angeles wurde geschlossen und die Markenrechte verkauft. 1999 erwarb der Konzern Stage II Apparel Corp. (heute Magic Lantern Group Inc.) die Rechte an der Marke, unter der schließlich 2001 wieder eine Kollektion erschien. Seither hat unter anderem der Modeschöpfer Karl Kani für das Label Mode entworfen.